# Сан-Марко-ла-Катола
Сан-Марко-ла-Катола (итал. San Marco la Catola) — коммуна в Италии, располагается в регионе Апулия, в провинции Фоджа.
Население составляет 1440 человек (2008 г.), плотность населения составляет 51 чел./км². Занимает площадь 28 км². Почтовый индекс — 71030. Телефонный код — 0881.
Покровителями коммуны почитаются святой Донат из Ареццо, празднование 7 августа, и святой мученик Либерат, празднование 19 августа.

## Демография
Динамика населения:

## Администрация коммуны
- Официальный сайт: http://on.to/celenzaesanmarco Архивная копия от 4 марта 2016 на Wayback Machine